# Tapi (Distrikt)
Der Distrikt Tapi (Gujarati: તાપી જિલ્લો) ist ein Distrikt im Bundesstaat Gujarat in Indien. Die Stadt Vyara ist die Hauptstadt des Distrikts. Die letzte Volkszählung im Jahr 2011 ergab eine Gesamtbevölkerungszahl von 807.022 Menschen.

## Geographie
Der Distrikt liegt im Süden des Staates Gujarat an der Grenze zu Maharashtra. Im Westen und Nordwesten grenzt Tapi an den Distrikt Surat, im Norden an den Distrikt Narmada, im Osten und Nordosten an den Bundesstaat Maharashtra, im Süden an den Distrikt Dang und im Südwesten an den Distrikt Navsari. Das Gebiet weist eine sehr hohe Waldfläche auf.

## Geschichte
Das Gebiet ist schon seit langer Zeit besiedelt. Geschichtlich teilte es das Schicksal der Nachbarregionen. Der Bezirk entstand am 27. September 2007 durch Ausgliederung der 5 Kreise (Talukas) Nizar, Songadh, Uchchal, Valod und Vyara im Osten des damaligen Distrikts Surat.

## Bevölkerung
Bei der letzten Volkszählung 2011 wurden 807.022 Einwohner gezählt. Davon waren 402.188 Männer (49,84 Prozent) und 404.834 Frauen. Zu den Dalit gehörten 2011 nur 8.168 (1,01 Prozent), zu den Adivasi 679.320 (84,18 Prozent) Menschen. Von der gesamten Anzahl Bewohner lebten 2011 nur 79.487 Personen (9,85 Prozent) in städtischen Gebieten. Somit lebten mehr als 9 von 10 Einwohnern auf dem Land.

### Bevölkerung des Distrikts nach Volksgruppen
Der Distrikt gehört zu den Teilen Indiens, in dem der Anteil der Scheduled Tribes besonders hoch ist. Von der Gesamtbevölkerung von 807.022 Personen gehören 679.320 Menschen zu dieser Gruppe. Während sie in den Städten nur 22.091 der 79.487 Einwohner (oder 27,79 %) stellen sind im ländlichen Raum 657.229 der 727.535 Einwohner (oder 90,34 %) Adivasi. Die Bedeutendsten dieser Völker sind die Brahmin, Choudhuri/Choudhury, Desai, Gamit (Shah), Panchal, Pancholi, Patel/Patelia und Rana.
Dagegen ist der Anteil der Dalit/Kastenlosen mit 8.168 Personen (oder 1,01 %) sehr tief.

### Bevölkerung des Distrikts nach Geschlecht
Entgegen der Entwicklung in vielen Teilen Indiens hat der Anteil der weiblichen Bevölkerung in den letzten Jahrzehnten prozentual stark zugenommen. Während in der Mehrheit der Gebiete des Landes ein zum Teil deutlicher Männerüberschuss vorherrscht ist eine knappe Mehrheit der Bevölkerung im Distrikt Tapi weiblich.
| Verteilung der Bevölkerung nach Geschlecht im Distrikt Tapi |                   |                   |                   |                   |                   |                   |                   |                   |                   |                   |                   |                   |
|                                                             | Volkszählung 1961 | Volkszählung 1961 | Volkszählung 1971 | Volkszählung 1971 | Volkszählung 1981 | Volkszählung 1981 | Volkszählung 1991 | Volkszählung 1991 | Volkszählung 2001 | Volkszählung 2001 | Volkszählung 2011 | Volkszählung 2011 |
| Anzahl                                                      | Anteil            | Anzahl            | Anteil            | Anzahl            | Anteil            | Anzahl            | Anteil            | Anzahl            | Anteil            | Anzahl            | Anteil            |                   |
| GESAMT                                                      | 329.134           | 100,00 %          | 457.502           | 100,00 %          | 527.971           | 100,00 %          | 626.979           | 100,00 %          | 719.634           | 100,00 %          | 807.022           | 100,00 %          |
| Männer                                                      | 166.939           | 50,72 %           | 233.792           | 51,10 %           | 265.495           | 50,29 %           | 315.477           | 50,35 %           | 360.467           | 50,09 %           | 402.188           | 49,84 %           |
| Frauen                                                      | 162.195           | 49,28 %           | 223.710           | 48,90 %           | 262.476           | 49,71 %           | 311.502           | 49,65 %           | 359.167           | 49,91 %           | 404.834           | 50,16 %           |

### Bevölkerung des Distrikts nach Sprachen
Eine Mehrheit der Bevölkerung spricht verschiedene Bhil-Sprachen (505.591 Personen oder 70,26 %). Mit Ausnahme des Taluks Valod (33.506 Personen oder 38,46 %) sind alle Taluks (Kreise) mehrheitlich bhilsprachig. Den höchsten Wert erreicht dabei der Taluk Uchchhal, wo 68.521 Menschen (oder 93,81 %) eine Bhil-Sprache verwenden.
Verbreitetste Sprache ist Gamti/Gavit, eine Bhil-Sprache. Gujarati, die Mehrheitssprache des Bundesstaats Gujarat wird nur von knapp 18 % der Bevölkerung als Muttersprache gebraucht. Nebst den unten aufgeführten Sprachen sind regional noch Kokna/Kokni/Kukna (eine weitere Bhil-Sprache; 4.725 Sprecher) im Taluka Vyara, Ahirani (ein Kandeshi-Dialekt; 3.175 Sprecher) und Rajasthani (ein Hindi-Dialekt; 3.448 Sprecher), beide im Taluka Nizar, nennenswert.
Die Schwankungen sind auch bei den meistgesprochenen Sprachen innerhalb der Talukas (Kreise) enorm. Gamti wird von 115.483 Personen (oder 56,53 %) der Einwohner des Talukas Songadh als Muttersprache gesprochen. Im Taluka Nizar dagegen ist es völlig unbedeutend (0,35 %). Bei Gujarati sind die Abweichungen ebenso gewaltig. In den Talukas Valod (52,40 %) und Vyara (18,71 %) mit jeweils 45.655 respektiv 46.744 Personen eine ansehnliche Zahl, in den Talukas Nizar (6,83 %) und Uchchhal (2,41 %) eine kleine Minderheit. Bhili/Bhilodi ist stark auf den Taluka Nizar (41.582 Personen oder 39,46 % der Bevölkerung) beschränkt. Chodhari/Chodri ist die bedeutendste Sprache im Taluka Vyara (68.188 Personen oder 27,30 % der Einwohner). In den Talukas Nizar und Uchchhal dagegen ist diese Sprache kaum präsent. Dasselbe gilt für Vasava/Vasavi. In den beiden Talukas Vyara und Valod kaum präsent, in den anderen drei Talukas jeweils in den drei verbreitendsten Sprachen. Im Taluka Uchchhal ist es mit 35.719 Personen (oder 48,90 %) in relativer Mehrheit.
| Jahr                                             | Gamti/Gavit | Gamti/Gavit | Gujarati | Gujarati | Chodhari/Chodri | Chodhari/Chodri | Vasava/Vasavi | Vasava/Vasavi | Bhili/Bhilodi | Bhili/Bhilodi | Hindi  | Hindi  | Konkani | Konkani | Marathi | Marathi | Dhodia | Dhodia | Andere Sprachen | Andere Sprachen | Gesamt  | Gesamt   |
| Jahr                                             | Zahl        | %           | Zahl     | %        | Zahl            | %               | Zahl          | %             | Zahl          | %             | Zahl   | %      | Zahl    | %       | Zahl    | %       | Zahl   | %      | Zahl            | %               | Zahl    | %        |
| ------------------------------------------------ | ----------- | ----------- | -------- | -------- | --------------- | --------------- | ------------- | ------------- | ------------- | ------------- | ------ | ------ | ------- | ------- | ------- | ------- | ------ | ------ | --------------- | --------------- | ------- | -------- |
| 2001                                             | 240.335     | 33,40 %     | 128.990  | 17,92 %  | 100.946         | 14,03 %         | 77.579        | 10,78 %       | 47.677        | 6,63 %        | 20.021 | 2,78 % | 19.196  | 2,67 %  | 18.865  | 2,62 %  | 9.508  | 1,32 % | 56.517          | 7,85 %          | 719.634 | 100,00 % |
| Quelle: Ergebnis der Volkszählung 2001 in Indien |             |             |          |          |                 |                 |               |               |               |               |        |        |         |         |         |         |        |        |                 |                 |         |          |

### Bevölkerung des Distrikts nach Bekenntnissen
Die Bewohner bekennen sich mehrheitlich zum Hinduismus. Einzige bedeutende religiöse Minderheit sind die Muslime mit rund 6 Prozent der Einwohnerschaft. Kleine Minderheiten bilden die rund 11.100 Jainas und die rund 6.400 Christen. Die genaue religiöse Zusammensetzung der Bevölkerung zeigt folgende Tabelle:
| Jahr                                                                | Buddhisten | Buddhisten | Christen | Christen | Hindus  | Hindus  | Jainas | Jainas | Muslime | Muslime | Sikhs | Sikhs  | Andere | Andere | keine Angaben | keine Angaben | Gesamt  | Gesamt   |
| Jahr                                                                | Zahl       | %          | Zahl     | %        | Zahl    | %       | Zahl   | %      | Zahl    | %       | Zahl  | %      | Zahl   | %      | Zahl          | %             | Zahl    | %        |
| ------------------------------------------------------------------- | ---------- | ---------- | -------- | -------- | ------- | ------- | ------ | ------ | ------- | ------- | ----- | ------ | ------ | ------ | ------------- | ------------- | ------- | -------- |
| 1991                                                                | 283        | 0,05 %     | 25.741   | 4,11 %   | 584.335 | 93,20 % | 1.481  | 0,24 % | 14.648  | 2,34 %  | 141   | 0,02 % | 339    | 0,05 % | 11            | 0,00 %        | 626.979 | 100,00 % |
| 2001                                                                | 857        | 0,12 %     | 67.429   | 9,37 %   | 627.994 | 87,27 % | 1.849  | 0,26 % | 17.546  | 2,44 %  | 115   | 0,02 % | 896    | 0,12 % | 2.948         | 0,41 %        | 719.634 | 100,00 % |
| 2011                                                                | 1.476      | 0,18 %     | 52.930   | 6,56 %   | 725.890 | 89,95 % | 1.828  | 0,23 % | 22.309  | 2,76 %  | 239   | 0,03 % | 408    | 0,05 % | 1.942         | 0,24 %        | 807.022 | 100,00 % |
| Quelle: Ergebnisse der Volkszählungen 1991, 2001 und 2011 in Indien |            |            |          |          |         |         |        |        |         |         |       |        |        |        |               |               |         |          |

### Bevölkerungsentwicklung
Wie überall in Indien wuchs die Einwohnerzahl im Distrikt Tapi über Jahrzehnte stark an. Die Zunahme betrug zwischen den letzten beiden Volkszählungen 12,14 Prozent und ist auch in absoluten Zahlen bedeutend. Von 2001 bis 2011 nahm die Bevölkerung um mehr als 87.000 Menschen zu. Die genauen Zahlen verdeutlicht folgende Tabelle:

### Bedeutende Orte
Einwohnerstärkste Ortschaft des Distrikts ist der Hauptort Vyara mit fast 40.000 Bewohnern. Eine weitere Stadt mit mehr als 10.000 Bewohnern ist Songadh. Daneben gibt es noch zwei weitere Orte mit über 5.000 Einwohnern.

### Verteilung Stadt und Landbevölkerung
Tapi gehört zu den sehr ländlich geprägten Distrikten innerhalb des Bundesstaates.
| Stadt- und Landbevölkerung im Distrikt Tapi |                   |                   |                   |                   |                   |                   |
|                                             | Volkszählung 1991 | Volkszählung 1991 | Volkszählung 2001 | Volkszählung 2001 | Volkszählung 2011 | Volkszählung 2011 |
| Anzahl                                      | Anteil            | Anzahl            | Anteil            | Anzahl            | Anteil            |                   |
| GESAMT                                      | 626.979           | 100 %             | 719.634           | 100 %             | 807.022           | 100 %             |
| STADT                                       | 64.374            | 10,27 %           | 69.515            | 9,66 %            | 79.487            | 9,85 %            |
| LAND                                        | 562.605           | 89,73 %           | 650.119           | 90,34 %           | 727.535           | 90,15 %           |

## Bildung
Trotz bedeutender Anstrengungen ist das Ziel der vollständigen Alphabetisierung noch nicht erreicht. Dazu kommen gewaltige Unterschiede. Während bei den Männern in den Städten rund 9 von 10 lesen und schreiben können, ist dies bei den Frauen auf dem Land nur bei von 3 von 5 Personen der Fall. Die Entwicklung zeigt folgende Tabelle:
| Alphabetisierung im Distrikt Surat |         |                   |                   |                   |                   |
| Einheit                            | VZ 1991 | Volkszählung 2001 | Volkszählung 2001 | Volkszählung 2011 | Volkszählung 2011 |
| Einheit                            | Anteil  | Anzahl            | Anteil            | Anzahl            | Anteil            |
| GESAMT                             | 46,07 % | 354.064           | 57,05 %           | 490.036           | 68,26 %           |
| Männer                             | 56,08 % | 205.118           | 66,23 %           | 269.007           | 75,44 %           |
| Frauen                             | 35,96 % | 148.946           | 47,91 %           | 221.029           | 61,16 %           |
| STADT GESAMT                       | k.Ang.  | 48.832            | 80,07 %           | 59.660            | 84,67 %           |
| Stadt-Männer                       | k.Ang.  | 27.097            | 87,05 %           | 32.273            | 89,88 %           |
| Stadt-Frauen                       | k.Ang.  | 21.735            | 72,79 %           | 27.387            | 79,26 %           |
| LAND GESAMT                        | k.Ang.  | 305.232           | 54,54 %           | 430.376           | 66,47 %           |
| Land-Männer                        | k.Ang.  | 178.021           | 63,90 %           | 236.734           | 73,83 %           |
| Land-Frauen                        | k.Ang.  | 127.211           | 45,26 %           | 193.642           | 59,22 %           |

## Wirtschaft
Der Großteil der arbeitenden Bevölkerung ist in der Landwirtschaft beschäftigt. Es gibt nur wenige bedeutende Dienstleistungsunternehmen und Industriebetriebe.

## Verwaltung
Der Distrikt Tapi umfasst 7 Talukas. Seit der Abtrennung vom Distrikt Surat kamen zu den ursprünglich 5 Talukas neu die Talukas Dolvan und Kukarmunda hinzu. Diese sind:
- Dolvan, Kukarmunda, Nizar, Songadh, Uchchal, Valod und Vyara

Bei der Volkszählung 2011 standen den 4 Städten (Towns) insgesamt 488 Dörfer entgegen. Von diesen Dörfern waren 451 bewohnt. Mittlerweile sind es 523 Dörfer.